# Svensktoppen 1989
Svensktoppen 1989 innebar att Lasse Stefanz & Christina Lindberg gick in med De sista ljuva åren, som blev en stor hitlåt. Populäraste bidrag från svenska Melodifestivalen blev "En dag" med Tommy Nilsson.

## Årets Svensktoppsmelodier 1989
| Nr | Artist                                       | Titel                   | Poäng | Antal veckor |
| -- | -------------------------------------------- | ----------------------- | ----- | ------------ |
| 1  | Lasse Stefanz & Christina Lindberg           | De sista ljuva åren     | 5543  | 37           |
| 2  | Tommy Nilsson                                | En dag                  | 3557  | 13           |
| 3  | Christer Sandelin                            | Det hon vill ha         | 3423  | 13           |
| 4  | Mikael Rickfors                              | Vingar                  | 2925  | 12           |
| 5  | Magnus Uggla                                 | Jag mår illa            | 2892  | 14           |
| 6  | Eva Dahlgren                                 | Ängeln i rummet         | 2482  | 17           |
| 7  | Orup                                         | Då står pojkarna på rad | 2474  | 11           |
| 8  | Orup                                         | Regn hos mig            | 2325  | 14           |
| 9  | Kikki Danielsson                             | Lätta dina vingar       | 2095  | 17           |
| 10 | Niklas Strömstedt                            | Sista morgonen          | 1813  | 11           |
| 11 | Svenska ishockeylandslaget & Håkan Södergren | Nu tar vi dom           | 1800  | 8            |
| 12 | Ratata                                       | Glad att det är över    | 1769  | 11           |
| 13 | Dag Vag                                      | Du får aldrig nog       | 1749  | 14           |
| 14 | Suzzies orkester                             | Dansar i månens sken    | 1748  | 10           |
| 15 | Sofia Källgren                               | Längtans vind           | 1703  | 14           |